# Список князей Лихтенштейна
Князь Лихтенштейна (нем. Furste av Liechtenstein) — титул правителей княжества Лихтенштейн, образовавшегося в 1608 году. Правящая династия, княжеский дом Лихтенштейнов, известна с XII века. В настоящий момент правящим князем является Ханс-Адам II, однако с 2004 года в качестве регента фактически управляет княжеством его сын, наследный князь Алоиз.

## История
На протяжении веков династия Лихтенштейнов приобретала обширные участки земли, главным образом в Моравии, Нижней Австрии, Силезии и Штирии, хотя во всех случаях эти территории находились в феодальном владении у других более старших феодалов, особенно по различным линиям Габсбургов, которым лихтенштейнские князья являлись близкими советниками.
Поскольку династия не имела своей территории, она не имела права на место в рейхстаге Священной Римской Империи. Покупая в 1699 и 1712 годах у графов Вальдбург-Цайль-Гогенем небольшое владение Шелленберг и графство Вадуц, Лихтенштейны приобрели  земли непосредственно в пределах Священной Римской Империи, что позволило им войти в Императорский Сейм. В результате, 23 января 1719 года император Карл VI постановил, что Вадуц и Шелленберг отныне объединены и возведены в статус фюрстентума (княжества) под названием «Лихтенштейн» за заслуги «своего истинного слуги Антона Флориана фон Лихтенштейна».
Семья владела более крупными территориями в различных частях Центральной и Восточной Европы, Лихтенштейн имел статус императорского имущества, и семья богатых знатных австрийских придворных стала династией имперских князей, продолжавших жить в имперской столице Вене или в своих больших имениях в другом месте, а также на постоянном месте жительства в Монако более чем 300 лет. Княжеская семья переехала в свое альпийское владение только в 1938 году, после ликвидации Священной Римской и Австро-Венгерской империй.

## Полномочия
Князь Лихтенштейна обладает широкими полномочиями, которые включают назначение судей, увольнение министров или правительства, право вето и созыв референдумов. В 2003 году правящий князь Ханс-Адам II выдвинул на конституционный референдум предложения пересмотреть некоторые части Конституции, с одной стороны, расширив полномочия монарха, наделив его правом вето на законодательство, а с другой стороны, предоставив гражданам возможность в любое время отменить монархию путём голосования без применения княжеского вето. Одновременно было признано право приходов, составляющих княжество, на отделение.
Князь Ханс-Адам II предупредил, что он и его семья переедут в Австрию, если предложения будут отклонены на референдуме. Несмотря на сопротивление Марио Фрика, бывшего премьер-министра Лихтенштейна, на референдуме большинство избирателей поддержали предложения князя. Оппоненты обвинили Ханса-Адама в эмоциональном шантаже для достижения своей цели, а конституционные эксперты Совета Европы определили это событие как ретроградный шаг. На референдуме 2012 года 76 % избирателей отклонили предложение об отмене новых полномочий вето. 15 августа 2004 года князь официально делегировал большую часть своей суверенной власти своему сыну и наследнику, наследственному принцу Алоизу , передав власть новому поколению. Формально главой государства остаётся Ханс-Адам II.

## Титул
Полный титул монарха: Его Светлость князь Лихтенштейн, герцог Троппау и Ягерндорф, граф Ритберг, глава Лихтенштейнского дома (нем. Fürst von und zu Liechtenstein, Herzog von Troppau und Jägerndorf, Graf zu Rietberg, Regierer des Hauses von und zu Liechtenstein).

## Князья Лихтенштейна
| №  | Портрет                                      | Имя                 | Годы жизни | Начало княжения | Конец княжения  |
| -- | -------------------------------------------- | ------------------- | ---------- | --------------- | --------------- |
| 1  |                                              | Карл I              | 1569—1627  | 1608            | 15 февраля 1627 |
| 2  |                                              | Карл Эйсебиус       | 1611—1684  | 15 февраля 1627 | 5 февраля 1684  |
| 3  |                                              | Ханс Адам I         | 1657—1712  | 5 февраля 1684  | 16 июня 1712    |
| 4  |                                              | Иосиф Венцель I     | 1696—1772  | 17 июня 1712    | 12 марта 1718   |
| 5  |                                              | Антон Флориан       | 1656—1721  | 12 марта 1718   | 11 октября 1721 |
| 6  |                                              | Иосиф Иоганн Адам   | 1690—1732  | 11 октября 1721 | 17 декабря 1732 |
| 7  |                                              | Иоганн Непомук Карл | 1724—1748  | 17 декабря 1732 | 22 декабря 1748 |
| 4  |                                              | Иосиф Венцель I     | 1696—1772  | 22 декабря 1748 | 10 февраля 1772 |
| 8  |                                              | Франц Иосиф I       | 1726—1781  | 10 февраля 1772 | 18 августа 1781 |
| 9  |                                              | Алоис I             | 1759—1805  | 18 августа 1781 | 24 марта 1805   |
| 10 |                                              | Иоганн I            | 1760—1836  | 24 марта 1805   | 20 апреля 1836  |
| 11 |                                              | Алоис II            | 1796—1858  | 20 апреля 1836  | 12 ноября 1858  |
| 12 |                                              | Иоганн II           | 1840—1929  | 12 ноября 1858  | 11 февраля 1929 |
| 13 | File:Franz I von Liechtenstein in Russia.jpg | Франц I             | 1853—1938  | 11 февраля 1929 | 25 июля 1938    |
| 14 |                                              | Франц Иосиф II      | 1906—1989  | 25 июля 1938    | 13 ноября 1989  |
| 15 |                                              | Ханс Адам II        | род. 1945  | 13 ноября 1989  |                 |

## Исторические штандарты князей Лихтенштейна

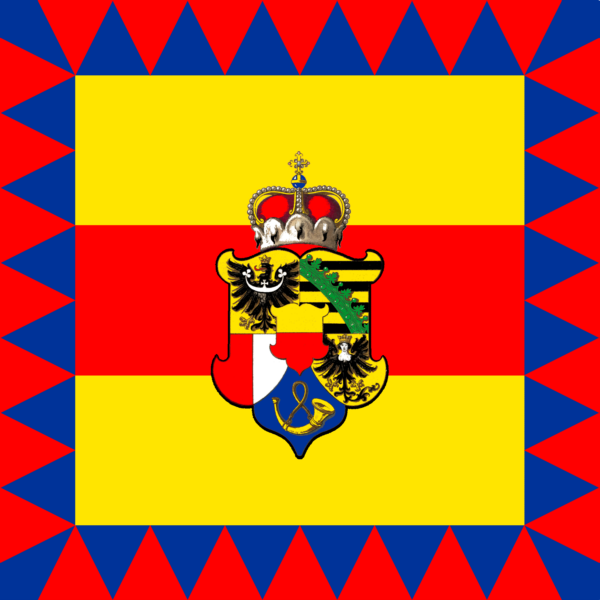
Княжеский штандарт с 1912 по 1957
Княжеский штандарт с 1957 по 1982
Княжеский штандарт с 1982 года